# Булат (деревня)
Була́т (баш. Булат) — деревня в Туймазинском районе Республики Башкортостан Российской Федерации. Входит в состав Бишкураевского сельсовета.

## Этимология
Название происходит от личного имени Булат.

## География

### Географическое положение
Расстояние до:
- районного центра (Туймазы): 41 км,
- центра сельсовета (Бишкураево): 4 км,
- ближайшей ж/д станции (Кандры): 16 км.

## Население
| 2002 | 2009 | 2010 |
| ---- | ---- | ---- |
| 233  | ↗257 | ↗266 |

### Национальный состав
Согласно переписи 2002 года, преобладающая национальность — башкиры (76 %).